# .ir
.ir és el domini de primer nivell territorial (ccTLD) de l'Iran. El gestiona l'Institut d'Estudis en Física Teòrica i Matemàtiques.

## Dominis de segon nivell
- .ir – públic
- .ac.ir – acadèmic (universitats i centres de recerca) i societats erudites.
- .co.ir – comercial/empreses
- .gov.ir – govern (República Islàmica de l'Iran)
- .id.ir – personal, tothom té un número identificatiu
- .net.ir – ISPs i empreses de xarxa aprovades per l'IRTCT
- .org.ir – organitzacions sense ànim de lucre
- .sch.ir – escoles, educació primària i secundària

## Dominis en persa
Es poden registrar noms de domini internacionalitzats en persa sota el domini .ایران.ir per al públic, en alfabet persa.
El 2010, l'ICANN va aprovar la proposta de l'IRNIC per al nom de domini internacionalitzat ایران. (que representa l'ortografia en alfabet persa d'Iran), a falta de l'últim pas de la delegació de la cadena.

## Zones de proves
- .dnssec.ir - Zona de prova provisional per al suport de DNSSEC